# ゴイコ・チミロ
ゴイコ・チミロ（1992年12月19日 - ）はボスニア・ヘルツェゴビナのサッカー選手。ポジションはMF。サウジ・プロフェッショナルリーグ・アル・フェイハ所属。ボスニア・ヘルツェゴビナ代表。

## 経歴
2000年にFKレオタル・トレビニェに加入する。2013年6月にはFKサラエヴォと3年契約を結んだ。
2015年8月、PAOKテッサロニキと契約した。2016年2月21日のパナシナイコスFC戦で初得点を決めた。2016-17シーズンはPAOKのキペロ・エラーダス 優勝に貢献した。
2018年1月、スタンダール・リエージュと5年半契約を結んだ。
2023年5月27日、サークル・ブルッヘ戦でスタンダール・リエージュで通算200試合目の出場を記録した。
2023年7月12日、サウジ・プロフェッショナルリーグのアル・フェイハに2年契約でフリー移籍した。

### 代表歴
2014年8月、リヒテンシュタイン代表との親善試合を戦うボスニア・ヘルツェゴビナ代表に初召集された。